# Крейсерские операции
Крейсерские операции — вид боевых действий в вооружённой борьбе на море, предполагающий операции отдельных кораблей на морских и океанских коммуникациях противника с целью поиска и уничтожения или захвата торговых судов противника, нарушения торгового судоходства и отвлечения сил противника. Объектами нападения могли также быть торговые суда нейтральных стран, перевозящие военные грузы для противника. В эпоху парусных флотов для этих целей использовались, как правило, фрегаты и корветы. В эпоху паровых флотов для действий на коммуникациях стали применяться крейсера.
В рамках классической теории борьбы за господство на море рассматривались как вспомогательные. Вместе с тем, во флотах ряда стран крейсерские операции считались основными в борьбе с более мощным противником и рассматривались в рамках теории крейсерской войны. В России идея крейсерских операций была широко распространена во второй половине XIX века, тогда они рассматривались как эффективный способ нарушения морских коммуникаций Великобритании. В качестве примеров крейсерских операций можно привести действия французских каперов в XVII — XVIII веках, операции крейсеров конфедератов в ходе Гражданской войны в США, действия Владивостокского отряда крейсеров на коммуникациях Японии в ходе русско-японской войны, операции германских крейсеров в ходе Первой и Второй мировой войн. Развитие авиации и также средств наблюдения и связи сделало крейсерские операции трудноосуществимыми и со второй половины XX века термин употребляется в историческом смысле.